# ケント・ピットマン
ケント・ピットマン（英: Kent M. Pitman、KMP）は、プログラミング言語 LISP と Scheme に基づくシステムの設計、実装、使用に長年携わってきたプログラマである。2010年から、HyperMeta Inc. の社長を務めている。
ピットマンは、Common Lisp のエラーおよび条件システムを設計したアドホックグループ（X3J13 の一部）の議長を務め、最終的に採用された提案文書の著者でもある。また、LISP プログラミングとコンピュータプログラミング全般に関する多くの論文も執筆している。
高校時代に、当時人気だった擬似人工知能（AI）ゲーム『guess the animal』の出力を目にし、そのプログラムを BASIC で実装することを検討したが、マサチューセッツ工科大学（MIT）に入学した際に、Maclisp を含む LISP のいくつかの方言で実装した。
彼は、Common Lisp を標準化し、プログラミング言語の設計に貢献した米国国家規格協会（ANSI）の小委員会 X3J13 の技術貢献者であった。彼は、ANSI Common Lisp となった文書、Common Lisp HyperSpec（標準のハイパーテキスト変換）、および国際標準化機構（ISO）ISLISP となった文書を作成した。彼は、Usenet ニュースグループ comp.lang.lisp によく参加しており、そこで LISP とコンピュータプログラミングに関する議論、および LISP の進化と Common Lisp の標準化に関する議論に参加している。そこでのいくつかの投稿で、彼は LISP と Scheme のオープンソース実装を含むオープンソースソフトウェアについて、単にFOSSであるというだけで自動的に良いとみなすのではなく、その本質的なメリットに基づいて個別に判断されるべきであるという意見を表明している。  